# Tore Lundström
Tore Sten Sigvard Lundström, född 14 december 1917 i Malmö, död där 4 juli 1985, var en svensk socialdemokratisk kommunalpolitiker.
Lundström var kabelarbetare vid Bjurhagens Fabriks AB i Malmö 1936–1956 och ombudsman vid Svenska metallindustriarbetareförbundets avdelning 4 i Malmö 1956–1965. Sistnämnda år blev han kommunalråd för löneroteln och chef för Malmö stads löneavdelning. Åren 1974–1981 var han kommunstyrelsens ordförande och finanskommunalråd. 